# 川宮駅
川宮駅（かわみやえき）は、愛知県名古屋市守山区川宮町にある、名古屋ガイドウェイバスガイドウェイバス志段味線（ゆとりーとライン）の停留場である。駅番号はY06。

## 歴史
計画当初の仮称は「川村南駅」であった。
- 2001年（平成13年）3月23日 - 開業[1]。

## 停留場構造
相対式2面2線ホームをもつ高架駅。無人駅である。当停留場から白沢渓谷駅までの各停留場はエレベーターと階段が方面別に設置されており、逆方向に行くことはできなくなっている。

### のりば
| のりば | 路線      | 方向 | 行先                           |
| ------ | --------- | ---- | ------------------------------ |
| 1      | ■志段味線 | 下り | 小幡緑地・中志段味・高蔵寺方面 |
| 2      | ■志段味線 | 上り | 大曽根方面                     |

## 利用状況
| 年度                 | 乗車人員(人/日) |
| -------------------- | --------------- |
| 2001年（平成13年度） | 280             |
| 2002年（平成14年度） | 337             |
| 2003年（平成15年度） | 412             |
| 2004年（平成16年度） | 486             |
| 2005年（平成17年度） | 561             |
| 2006年（平成18年度） | 636             |
| 2007年（平成19年度） | 666             |
| 2008年（平成20年度） | 709             |
| 2009年（平成21年度） | 722             |
| 2010年（平成22年度） | 744             |
| 2011年（平成23年度） | 773             |
| 2012年（平成24年度） | 793             |
| 2013年（平成25年度） | 817             |
| 2014年（平成26年度） | 840             |
| 2015年（平成27年度） | 879             |
| 2016年（平成28年度） | 893             |
| 2017年（平成29年度） | 929             |
| 2018年（平成30年度） | 958             |
| 2019年（令和元年度） | 950             |
| 2020年 (令和2年度)   | 729             |
| 2021年 (令和3年度)   | 786             |
| 2022年 (令和4年度)   | 823             |

※ 乗車人員（人/日）は、年度別乗車人員を、その年度の暦日で除したもの（小数点以下四捨五入）

## 停留場周辺
- アサヒビール名古屋工場
- 竜泉寺街道（愛知県道30号関田名古屋線）
- 小幡城
- 山下公園
  - 名古屋市営守山プール

## 隣の停留場
名古屋ガイドウェイバス
■ガイドウェイバス志段味線
金屋駅 (Y05) - 川宮駅 (Y06) - 川村駅 (Y07)